# Jerarquía Espiritual
La jerarquía espiritual es uno de los conceptos planteados por la Teosofía; también aparece en el Libro de Urantia. Hace referencia a la existencia de un Gobierno interior del Mundo. La jerarquía se basa en el concepto de Trinidad que, en los gobiernos, constituye la suma total de la voluntad del pueblo en sus aspectos legislativo, ejecutivo y judicial. El hinduismo basa la jerarquía en la encarnación sucesiva de un Avatar. Considera que el segundo aspecto de la Trinidad son avatares que proceden de Vishnú, los Cuatro Kumaras son hijos de la mente de Brahmā, mientras que a los siete Rishis los ubica en la Osa Mayor.

## Planeación
En el libro Tratado sobre Magia Blanca, el maestro tibetano Djwhal Khul describió uno de los primeros pasos dados por la jerarquía en el plan formulado en 1900. En la reunión efectuada en 1925 se introdujeron algunos cambios necesarios, debidos a la Guerra Mundial. Acordaron lo siguiente:
- Primero, dedicarse al esfuerzo de expandir la conciencia hasta 1950.
- Segundo, vincular más estrechamente a los discípulos avanzados, aspirantes y trabajadores del mundo. El plan se dividió a partir de ese momento en tres partes: la estratégica, la directiva y la ejecutiva, que le corresponderían a los sectores de la política, la religión y la ciencia respectivamente.

El objetivo en política fue desarrollar y establecer una conciencia internacional. Uno de sus discípulos, Franklin Delano Roosevelt, difundió el concepto de liberación y promovió la conformación de la ONU.
El objetivo en religión fue establecer una comprensión universal de la realidad y fomentar el crecimiento de la conciencia espiritual.
El objetivo en ciencia fue expandir la conciencia del ser humano mediante una síntesis de lo tangible y lo intangible.

## Organización
Los Adeptos de la Gran Hermandad Blanca actúan en verdadero orden jerárquico, ocupándose cada uno según sus capacidades en determinada sección del Plan.
| I. Departamento de Poder a. El Manú. b. El Maestro Júpiter. c. El Maestro Morya. | II. Departamento de Sabiduría a. El Cristo. b. El Maestro Europeo. c. El Maestro Koot Homi. d. El Maestro Djwal Khul. Cuatro grados de iniciados. Varios grados de discípulos. Aspirantes. | III. Departamento de Inteligencia 1. El Señor de la civilización. 2. El Maestro Veneciano. 3. El Maestro Serapis Bey. 4. El Maestro Hilarión. 5. El Maestro Jesús. 6. El Maestro Saint Germain. |

## Dirección
La dirección del plan está a cargo de discípulos que pertenecen a la segunda y cuarta línea de desarrollo que involucra Sacerdotes y educadores creativos.

## Ejecución
La ejecución del plan está a cargo de discípulos que pertenecen a las líneas de desarrollo tercera y quinta, esto es, a los Ingenieros, Los científicos y economistas.